# Florae siculae prodromus
Florae Siculae Prodromus (abreviado Fl. Sic. Prodr.) es un libro ilustrado con descripciones botánicas que fue escrito por el botánico italiano Giovanni Gussone. Se publicó en Nápoles en dos volúmenes en los años 1827-1828 con el nombre de Florae Siculae Prodromus sive Plantarum in Sicilia Ulteriori Nascentium Enumeratio Secundum Systema Linnaeanum Disposita.